# یوجینی بسرر
یوجینی بسرر (انگلیسی: Eugenie Besserer؛ ۲۵ دسامبر ۱۸۶۸ – ۲۸ مهٔ ۱۹۳۴) هنرپیشه اهل ایالات متحده آمریکا بود. وی بین سال‌های ۱۹۱۰ تا ۱۹۳۳ میلادی فعالیت می‌کرد.

## فیلم‌شناسی
- صورت‌زخمی (۱۹۳۲)
- دو-بری، بانوی عشق (۱۹۳۰)
- یک عاشقانه سلطنتی (۱۹۳۰)
- مادام اکس (۱۹۲۹)
- تهدید (۱۹۲۹)
- پل سن لوئیس ری (۱۹۲۹)
- خواننده جاز (۱۹۲۷)
- جسم و شیطان (۱۹۲۶)
- کیکی (۱۹۲۶)
- اعترافات یک ملکه (۱۹۲۵)
- دایره (۱۹۲۵)
- نان (۱۹۲۴)
- آنا کریستی (۱۹۲۳)
- مالی ئو (۱۹۲۱)
- حراج جان‌ها (۱۹۱۹)
- بحران (۱۹۱۷)
- جادوگر شهر از (۱۹۱۰)